# Hadrolecocatantops quadratus
Hadrolecocatantops quadratus är en insektsart som först beskrevs av Walker, F. 1870.  Hadrolecocatantops quadratus ingår i släktet Hadrolecocatantops och familjen gräshoppor. Inga underarter finns listade i Catalogue of Life.